# Maurus Haberhauer
Maurus Haberhauer OSB  (* 13. März 1746 in Zwittau als Joseph Haberhauer; † 18. Februar 1799 in Raigern) war ein mährischer Theologe, Komponist und Musikpädagoge.

## Leben
Maurus (Joseph) Haberhauer entstammte einer Zwittauer Tuchmacherfamile. Sein Vater Franz und sein Onkel Philipp waren zu Beginn des 18. Jahrhunderts in den Matrikeln der Bruderschaft der Zwittauer Tuchknappen verzeichnet. Sein Großvater Martin war 1704 vom Dorf Vierzighuben in die Stadt gezogen. In Vierzighuben betrieb die Familie Haberhauer seit dem 16. Jahrhundert eine Mühle. Maurus Haberhauer lebte ab dem 17. Lebensjahr als Benediktiner im mährischen Stift Raigern. Auf Grund einer schweren Gichterkrankung konnte er in seinen letzten 13 Lebensjahren sein Zimmer nicht mehr verlassen.

## Ausbildung
Durch die Kantoren der St.-Mariä-Geburt-Kirche in Zwittau kam der Schüler Joseph Haberhauer zu einer ersten musikalischen Ausbildung. Im Alter von elf Jahren wechselte er 1759 auf das Jesuitengymnasium nach Brünn und trat gleichzeitig in das dortige Musikseminar ein. Er war Sopranist und spielte diverse Streichinstrumente.

### Ordenstätigkeiten

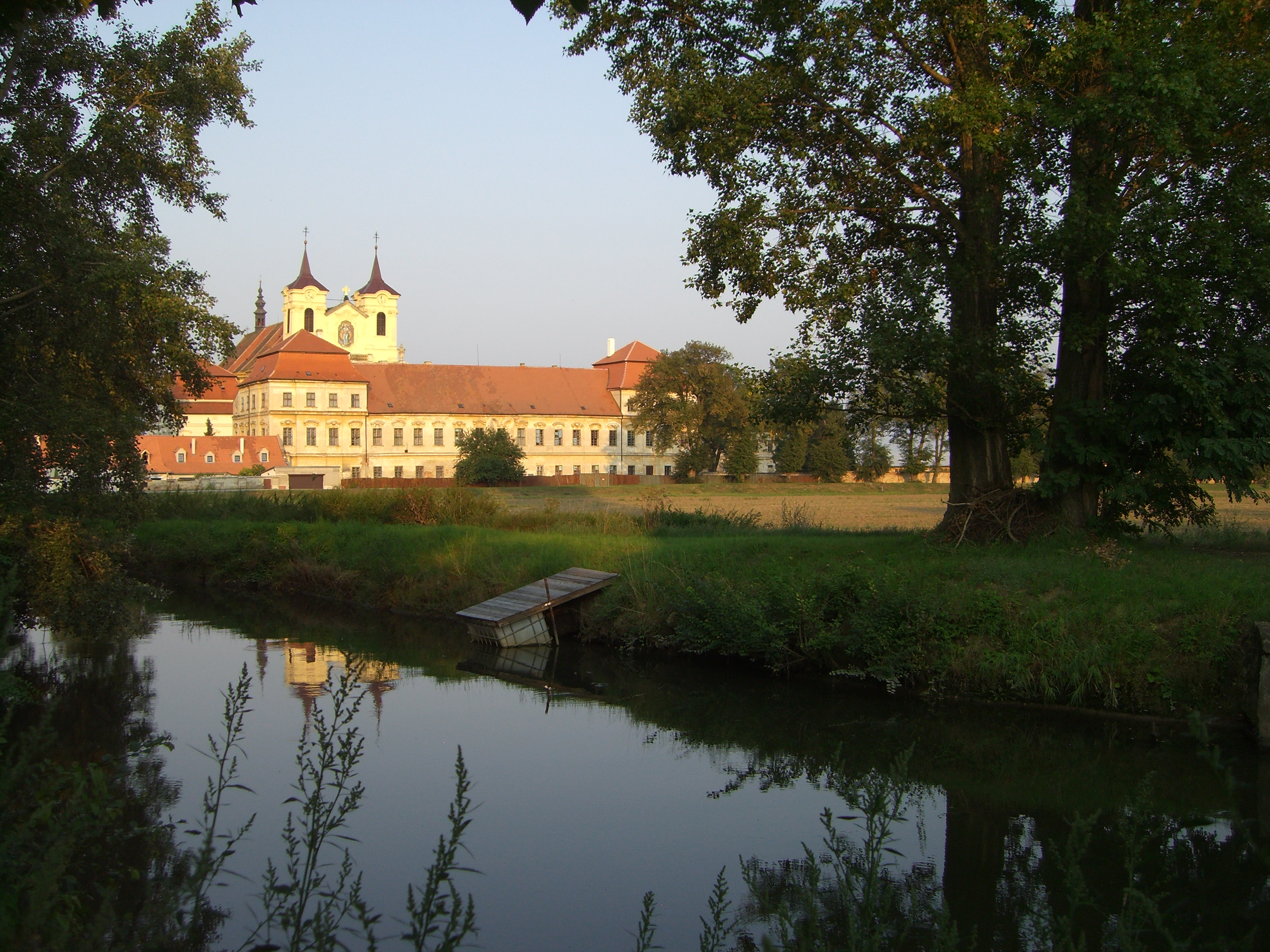
Kloster Raigern

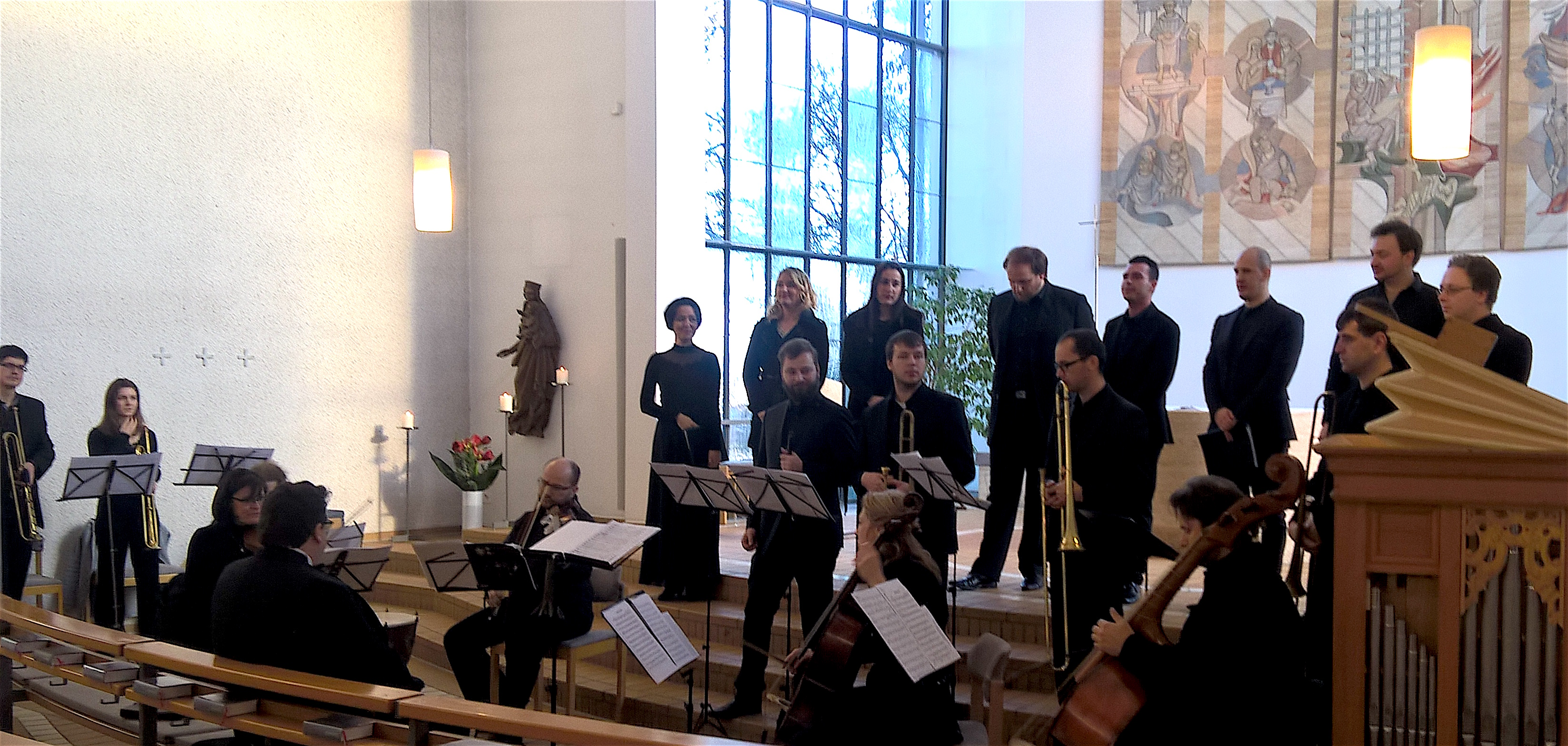
Das Ensemble Musica Figuralis, Olomouc in der Kath. Pfarrkirche St. Peter und Paul zu Gerlingen

Im Herbst 1763 trat er in den Benediktinerorden der Abtei Raigern ein, die zu dieser Zeit ein bedeutendes mährisches Musikzentrum war. Er nahm den Ordensnamen Meinradus an, den er anlässlich der Ablegung seines Gelübdes in Maurus änderte. 1770 schloss er sein Theologiestudium mit der Priesterweihe ab. Das von ihm 1771 begonnene Stiftsmusikinventar belegt, dass er mit der Priesterweihe das Amt des  Chorregens der Abtei übernahm. In diesen Jahren war Wenzel Müller sein Musikschüler, der später in Wien als Singspielkomponist populär wurde. 1779 wurde Haberhauer zum Subprior ernannt, womit er auch seine Tätigkeit als Chorleiter abgab. Von 1779 bis 1782 war er Lektor des Kanonischen Rechts und nach der Abberufung von der Subpriorenstelle 1783 unterrichtete er die Theologiestudenten des Klosters. Er verfasste mehrere lateinische Abhandlungen aus Theologie, Philosophie, Rechts- und Naturwissenschaften.

## Aufführungen und eigenes Werk
Angeregt durch die Raigerner Organisten und Komponisten Matthäus Furbe und anschließend Matthäus Benedikt Rutka brachte Haberhauer als Chorregens des Klosters neben Kirchenmusik auch Werke der Wiener Klassik und aus dem italienischen Repertoire zur Aufführung. Sein Raigerner Musikinventar enthält Messen und Sinfonien von Michael und Joseph Haydn, Carl Ditters von Dittersdorf, Niccolo Jommelli, Tommaso Traetta, Antonio Maria Mazzoni, Baldassare Galuppi, Antonio Sacchini und Leonardo Leo.
Maurus Haberhauers eigenes kompositorisches Schaffen umfasst 90 Werke, beginnend mit dem Jahr 1766. Neben 46 Messen komponierte er 13 Vespern, acht Lauretanische Litaneien und sechs Psalmen. Motetten, Trauer- und Adventsmetten, aber auch drei weltliche Kompositionen, darunter ein Konzert für das Englischhorn, sind nahezu vollständig erhalten.
In seinen frühen Arbeiten sind noch die Stilprinzipien des Spätbarocks erkennbar; er veränderte sein Schaffen dann sukzessive hin zum Klassizismus. In der Sammlung der Abtei Raigern, bei den  Brünner und Prager Benediktinern und in Kirchengemeinden Brünns und Znaims befinden sich seine Kompositionen.
Haberhauers Werke wurden bis in die erste Hälfte des 19. Jahrhunderts hauptsächlich in Mähren aufgeführt. Am 27. Juli 2014 kam Haberhauers Große Messe in C in der Pfarrkirche von Mährisch Rothmühl (Radiměř), Tschechien durch das Ensemble Musica Figuralis, Olomouc (Olmütz) zur Aufführung. Auf Initiative von Oswald Haberhauer und Dr. Annemarie Klemsche-Haberhauer führte das Ensemble Musica Figuralis unter Leitung von Jan Gottwald am 11. Dezember 2016 in der katholischen Pfarrkirche St. Peter und Paul zu Gerlingen die Missa in C und die Motetto de Sanctissimo Sacramento in C vor großer Zuhörerschaft auf.